# Lemurophoenix halleuxii
Espèce
Statut de conservation UICN

 EN B1ab(iii,v)+2ab(iii,v) : En danger
Lemurophoenix halleuxii est une espèce de plantes de la famille des Arecaceae.

## Publication originale
- Kew Bulletin 46(1): 62, f. 1. 1991.